# 5227 Bocacara
Az 5227 Bocacara (ideiglenes jelöléssel (5227) 1986 PE) a Naprendszer kisbolygóövében található aszteroida. INAS fedezte fel 1986. augusztus 4-én.